# Carl Constantin Platen
Carl Constantin Platen  (Stralsund, Mecklenburg-Voor-Pommeren, 24 september 1843 – Barth, 29 juni 1899) was een Duitse arts en vogelkundige die werkzaam was in Azië en veel door Zuidoost-Azië reisde om zoölogische specimens van vogels en vlinders te verzamelen.

## Biografie
Hij was als arts werkzaam in Amoy (het huidige Xiamen) in het Chinese keizerrijk. Tussen 1878 en 1894 ondernam hij samen met zijn echtgenote Margarete verschillende reizen. In 1878 waren zij op Zuid-Sulawesi, in 1889 op het eiland Borneo, daarna in 1881 van Borneo naar Ceram en Ambon en in 1882 van Ambon naar Celebes (in 1884/1885), in 1887 op de Sulu-eilanden en Palawan, in 1889 naar Mindanao en in 1892/1894 naar Mindoro en Batjan. De verzamelde collectie bestaat uit 728 balgen van 141 taxa van vogels. Deze verzameling is grotendeels ter beschikking gesteld aan zijn vriend Wilhelm Blasius voor het natuurhistorisch museum in Braunschweig. Een ander deel van de collectie werd verkocht aan het natuurwetenschappelijk instituut van Wilhelm Schlüter in Halle an der Saale.
Toen hij zich in 1894 vestigde in Barth (Mecklenburg-Vorpommern) was hij bijna blind en doof. Hij stierf daar in 1899.

## Nalatenschap
Negen wetenschappelijke namen van vogels verwijzen naar Platen waaronder Platens ral (Aramidopsis plateni), mindorodolksteekduif (Gallicolumba platenae), palawanvlagstaartpapegaai (Prioniturus platenae) en palawanvliegenvanger (Ficedula platenae). Daarnaast zijn er vlinders vernoemd naar hem zoals Amathuxidia plateni, Charaxes plateni, Chionaema plateni, Choaspes plateni en Danis plateni.
- Gemeinsame Normdatei: 117683612
- Virtual International Authority File: 20463747